# Vポイント×SMBCゴルフトーナメント
Vポイント×SMBCレディスゴルフトーナメント（ブイポイント エスエムビーシーレディスゴルフトーナメント）は、カルチュア・コンビニエンス・クラブ株式会社およびCCCMKホールディングス株式会社主催、株式会社三井住友銀行特別協賛の日本女子プロゴルフ協会公認女子プロゴルフトーナメント。2025年現在、賞金総額1億円、優勝賞金1800万円。

## 概要
大会名は第1回の2010年から2018年はＴポイントレディス ゴルフトーナメント、2019年から2023年はTポイント×ENEOSゴルフトーナメント、2024年はVポイント×ENEOSゴルフトーナメントと変遷しており、2025年より現大会名となった。
2010年、2012年、2013年は鹿児島県姶良市蒲生町の鹿児島高牧カントリークラブ、2014年、2015年は佐賀県武雄市の若木ゴルフ倶楽部、2016年、2017年は鹿児島高牧カントリークラブ、2018年、2019年は大阪府茨木市の茨木国際ゴルフ倶楽部、2021年から2024年は鹿児島高牧カントリークラブ、2025年は千葉県野田市の紫カントリークラブすみれコースで開催した。
2011年は東北地方太平洋沖地震（東日本大震災）の影響、2020年は新型コロナウイルス感染拡大のために中止となった。

## 歴代優勝者
| 開催年 | 開催回                                 | 優勝者                                 | スコア                                 | 備考 | 開催コース                             |
| ------ | -------------------------------------- | -------------------------------------- | -------------------------------------- | --- | -------------------------------------- |
| 2010年 | 第1回                                  | 北田瑠衣                               | -8                                     | | 鹿児島高牧カントリークラブ             |
| 2011年 | 東日本大震災の影響で中止               | 東日本大震災の影響で中止               | 東日本大震災の影響で中止               | 東日本大震災の影響で中止 | 東日本大震災の影響で中止               |
| 2012年 | 第2回                                  | 李知姫                                 | -7                                     | | 鹿児島高牧カントリークラブ             |
| 2013年 | 第3回                                  | 一ノ瀬優希                             | -14                                    | | 鹿児島高牧カントリークラブ             |
| 2014年 | 第4回                                  | 森田理香子                             | -8                                     | | 若木ゴルフ倶楽部                       |
| 2015年 | 第5回                                  | 飯島茜                                 | -3                                     | 全美貞との6ホールに渡るプレーオフを制す | 若木ゴルフ倶楽部                       |
| 2016年 | 第6回                                  | 大江香織                               | -7                                     | | 鹿児島高牧カントリークラブ             |
| 2017年 | 第7回                                  | 菊地絵理香                             | -14                                    | | 鹿児島高牧カントリークラブ             |
| 2018年 | 第8回                                  | 鈴木愛                                 | -8                                     | 初日天候不良のため中止、2日間36ホールに短縮 | 茨木国際ゴルフ倶楽部                   |
| 2019年 | 第9回                                  | 上田桃子                               | -6                                     | Tポイント×ENEOSゴルフトーナメント名で施行 | 茨木国際ゴルフ倶楽部                   |
| 2020年 | 新型コロナウイルス感染拡大の影響で中止 | 新型コロナウイルス感染拡大の影響で中止 | 新型コロナウイルス感染拡大の影響で中止 | 新型コロナウイルス感染拡大の影響で中止 | 新型コロナウイルス感染拡大の影響で中止 |
| 2021年 | 第10回                                 | 小祝さくら                             | -10                                    | 無観客開催 | 鹿児島高牧カントリークラブ             |
| 2022年 | 第11回                                 | 堀琴音                                 | -9                                     | 各日最大3000人観客を入れて開催 | 鹿児島高牧カントリークラブ             |
| 2023年 | 第12回                                 | 青木瀬令奈                             | -17                                    | 4年ぶりに観客無制限開催 | 鹿児島高牧カントリークラブ             |
| 2024年 | 第13回                                 | 鈴木愛 (2)                             | -10                                    | 大会名をVポイント×ENEOSゴルフトーナメントに変更 最終日は悪天候のため、インコース18ホールのみの使用で競技を短縮施行し、セカンドカットを実施 小祝とのプレーオフを制した | 鹿児島高牧カントリークラブ             |
| 2025年 | 第14回                                 | 吉田優利                               | -13                                    | | 紫カントリークラブすみれコース         |

## 中継
テレビ中継はテレビ朝日の制作で放送されている。なお本大会後援団体の一つである系列局の鹿児島放送は、九州朝日放送と共に技術協力扱いとなった。
またスカイAが『スカイA ゴルフシリーズ』（2016年から。2015年までは『全部見せます!ゴルフシリーズ』のタイトルで放送）で午前中（アウト9ホール）の模様を生中継しているほか、CSゴルフ専門チャンネルゴルフネットワークでも放送される。なお2012年まではBS朝日でも地上波中継を同日時差ネットし、2015年以降はCS、BS、地上波とのリレー中継形式を取っている。
2014年と2015年大会は佐賀県で開催されたが、地元唯一の民放局であり、かつ特別協力社として参加しているサガテレビ（フジテレビ系列）では、テレビ朝日／ANN・フジテレビ／FNS間の調整が不調に終わり放送を見送った。ただし佐賀県内ではほぼ全域で九州朝日放送などのテレビ朝日系が視聴可能となっている。
2020年大会は中止となり、テレビ朝日の本社（六本木ヒルズ）より緊急生放送で放送された。